# Ancita similis
Ancita similis är en skalbaggsart som beskrevs av Stefan von Breuning 1938. Ancita similis ingår i släktet Ancita och familjen långhorningar. Inga underarter finns listade i Catalogue of Life.